# Skuggspel (roman)
Skuggspel (originaltitel Lost Light) är en kriminalroman skriven av Michael Connelly. Det är den nionde boken om Harry Bosch på svenska. Översättningen till svenska gjordes av Eva Larsson.

## Handling
Byråkratiskt rackarspel och inkompetenta översittare under tjugoåtta långa år har till slut tagit ut sin rätt. Femtiotvåårige Harry Bosch orkar inte längre med att ständigt bli motarbetad och lämnar in sitt tjänstevapen och sin polisbricka. Förtroendet för myndigheten är slut och hans gnista är borta. Borta är även ex-frun, som bestämde sig för att bli professionell pokerspelare i Las Vegas.
Men det tar inte speciellt lång tid av trist vardagsliv förrän den avhoppade mordutredaren tar sig an ett gammalt fall. Fyra år tidigare var Harry inblandad i en händelse som var en kombination av stöld och mord. Den tjugofyraåriga Angella Benton hittades mördad och det var kopplat till en mindre kupp på två miljoner dollar. 
Spåren går i slingrande omvägar, via Hollywood, försvunna dataexperter på FBI och terroristnärverk. De nya terroristlagarna får Bosch erfara då han som han brukar blandar sig i sådant man borde undvika. Men till Harrys stora lycka får han oväntad hjälp.